# Thorsten Wilhelms
Thorsten Wilhelms, nacido el 31 de julio de 1969) es un ciclista profesional alemán que fue profesional desde 1999 a 2003. 

## Palmarés
| 1993 - 3 etapas de la Vuelta a Suecia - 1 etapa de la Vuelta a la Baja Sajonia 1999 - 1 etapa de la Commonwealth Bank Classic 2000 - 1 etapa del Trofeo Joaquim Agostinho 2001 - 2 etapas de la Vuelta a Cuba - 2 etapas de la Vuelta a la Baja Sajonia - 1 etapa del Trofeo Joaquim Agostinho | 2002 - Tour de Catar, más 2 etapas - 1 etapa de la Vuelta al Algarve - 2 etapas de la Vuelta a la Baja Sajonia 2003 - 1 etapa de la Vuelta a la Baja Sajonia |